# 庫里亞切
48°10′3″N 39°36′17″E / 48.16750°N 39.60472°E
庫里亞切（烏克蘭語：Куряче）是位於烏克蘭東部的村莊，由盧甘斯克州多夫然斯克區的多夫然斯克市鎮負責管轄。該村始建於1880年，面積12.3平方公里，海拔高度129米，2001年人口214，人口密度每平方公里17.4人。